# Square Couperin
Square Couperin je square v Paříži ve 4. obvodu. Nese jméno varhaníka a barokního hudebního skladatele Françoise Couperina (1668–1733).

## Umístění
Square je umístěno v ulici Rue des Barres.